# Ocarã

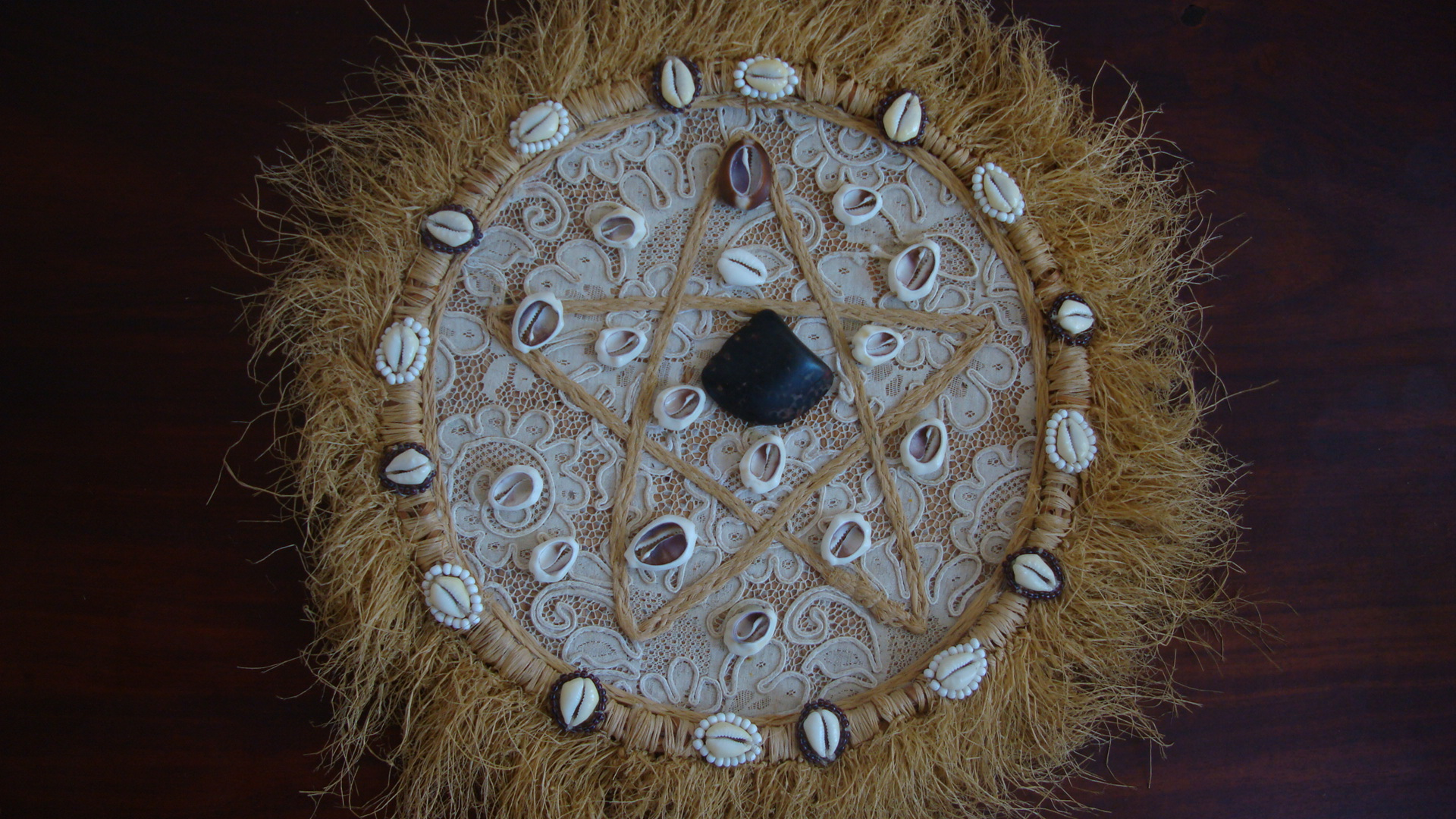
OCarã

Ocarã (em iorubá: okaran) é um odu do oráculo de ifá, representado no merindilogum com uma concha aberta pela natureza e quinze fechadas. Nesta caída responde Exu, indicando novidades, situação difícil, calúnia e conflitos.

## Interpretação do Olhador
Exu adverte que há perigo de roubo, brigas, discussões, inimizades, intrigas, perda de emprego, separação, prejuízo em qualquer tipo de negócio, sustos. Adverte também que está sujeito a prisão, acidentes, feitiços e os caminhos fechados. 
O consulente sente dificuldade em realizar seus negócios, impedindo por inimigos ou pessoas invejosas, é necessário fazer ebó, para retirar as perturbações, e para que exu trabalhe em sua defesa. Quanto a personalidade das pessoas regidas por esse odu, na verdade é um mau caráter, pois além de prejudicar a própria vida, procura transformar a dos outros, sem se importar com ninguém. Provocam intrigas e separações, mesmo que seja dos próprios pais, filhos ou de qualquer outra pessoa. Quando a regência for de ocarã, a pessoa é altamente problemática, mas, se caso o outro odu seja mais tranquilo, terá seu caráter amenizado, quando sair este odu no jogo, deverá ser despachada a porta, com uma quartinha usada para esse fim. 

## Tipo deebómais comum
O ebó ou presente deverá ser entregue em lugar alto, encruzilhada aberta do lado esquerdo e o ebó mais comum consiste de um peixe fresco; um carretel de linha branca; um de linha vermelha e um de linha preta; um punhado de cinzas de carvão; um charuto; um obi; otim, dendê, mel e uma acuncô preto. Passa-se tudo no corpo e arruma-se dentro de um alguidar. As linhas são desenroladas passando sobre os ombros da pessoa, de trás para frente e vão sendo jogadas dentro do alguidar. Sacrifica-se o acuncô para Egum e coloca-se dentro do alguidar. Cobre-se tudo com epô, otim, mel, espalha-se as cinzas por cima, fazer Oriqui, ofó exu, e tudo que se fizer para ocarã, deverá ser feito para onã, oritá e odará e a depender da confirmação pode até despachar numa estrada de movimento, na volta do presente, dar comida a Xangô Airá, Oiá e Oxalá, também em lugar alto.